# 包大度
包 大度（ほう だいど、Bao Dadu、? - 1872年）は、清末のミャオ族の蜂起の指導者。
貴州省施秉県竹林寨出身。1855年、張秀眉・九大白らとともに台拱庁で蜂起した。貴州省と湖南省の境で活動し、湘軍を牽制し、功績をたてた。1869年には黄平で湘軍2万人を全滅させた。その後、清軍が他省からの援軍を得ると、凱里に退き、さらに丹江に退いた。1872年3月の牛角坡の戦いで戦死。